# Queens' Building
Pour l'ancien bâtiment de Hong Kong, voir Queen's Building.
Le Queens' Building est un bâtiment classé de Grade II situé dans le Mile End dans le quartier londonien de Tower Hamlets. Initialement ouvert en 1887 comme lieu éducatif et culturel de l'East End de Londres, il est maintenant l'un des principaux bâtiments de l'Université Queen Mary de Londres.

## Histoire
La première section du Queens' Building, alors connue sous le nom de People's Palace, a été inaugurée par la reine Victoria le 14 mai 1887. Une grande partie du financement initial pour la construction du bâtiment a été fournie par John B. Beaumont, qui, après sa mort en 1840, avait laissé une somme d'argent à utiliser pour promouvoir l'éducation et le divertissement des personnes à proximité de Beaumont Square. Il comprenait une grande salle de concert appelée Queen's Hall, une bibliothèque, maintenant connue sous le nom d'Octogone, un gymnase, une piscine, un jardin et un court de tennis .
Une grande partie du bâtiment, dont le Queen's Hall, a été complètement détruite par un incendie le 26 février 1931. Il a été reconstruit dans les années suivantes, avec un accent beaucoup plus grand sur l'éducation, y compris les amphithéâtres et les laboratoires, et a été incorporé au Queen Mary College le 12 décembre 1934.
Le Palais du Peuple lui-même a été reconstruit en tant que nouveau bâtiment adjacent à l'actuel Queens' Building, et a continué comme théâtre, cinéma et music-hall pendant un certain nombre d'années, jusqu'à ce que les revenus diminuent et qu'il soit acheté par le collège en 1954 .